# Ambrogio de Predis

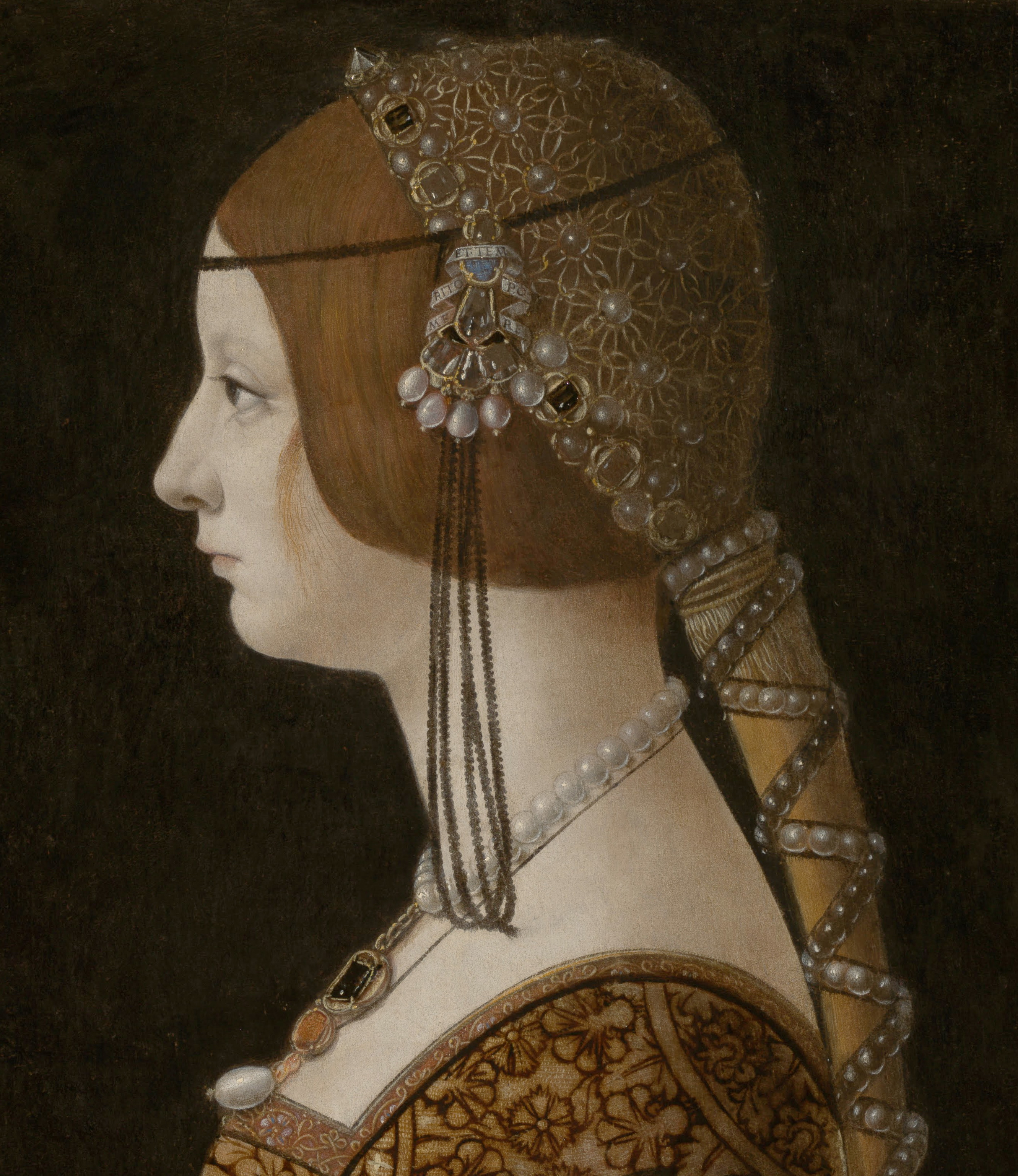
Retrato de Blanca María Sforza, h. 1493.

Giovanni Ambrogio de Predis (Milán o Preda, c. 1455 - Milán, c. 1508) fue un pintor renacentista italiano, activo en la corte milanesa de los Sforza y colaborador destacado de Leonardo da Vinci.

## Biografía
Nacido en una familia de artistas (en Preda, hoy una localidad del municipio de Bergün, distrito de Albula, Cantón de los Grisones, Suiza), comenzó su carrera como iluminador de manuscritos a las órdenes de su medio hermano Cristoforo. Tras la prematura muerte de este, se pondría al frente del taller familiar, junto a sus hermanos Evangelista y Bernardino. Ganó reputación como retratista, incluyendo miniaturas, para la corte de Ludovico Sforza. 
Antes de que el emperador Maximiliano I accediera a casarse con Bianca Maria Sforza, sobrina de Ludovico Sforza, pidió un retrato (pintado por Predis) para hacerse una idea de su apariencia. Después de su boda, Predis la siguió a Innsbruck en 1493. Después de un año regresó a Milán, donde diseñó monedas para la ceca, diseñó y supervisó obras de tapicería, y preparó escenarios. En 1502 produjo su única obra firmada y datada, un retrato del emperador Maximiliano. Gran parte de la producción artística de Predis sigue en disputa, debido a la semejanza estilística con otros pintores leonardescos, lo que hace difícil establecer adjudicaciones seguras para muchas obras no certificadas documentalmente.
De Predis es principalmente conocido por haber colaborado con Leonardo da Vinci, y con su propio hermano Evangelista, en el retablo de La Virgen de las Rocas para la Hermandad de la Concepción. Muchos expertos adjudican la segunda versión de esta obra, conservada en la National Gallery de Londres, a la mano de Predis, con intervenciones menores del maestro da Vinci. Los hermanos de Predis afirmaron que fueron ellos quienes pintaron los paneles laterales de La Virgen de las Rocas, hoy en la National Gallery de Londres, durante el litigio sobre el retablo, y esto es aceptado por los historiadores del arte.